# 尹度云
尹度云（韩语： Yun Do Un，1995年8月25日—），藝名：度云（도운），韓國男歌手、鼓手、作曲家和作詞家，亦為韓國男子樂團DAY6與子團DAY6 (Even of Day)的成員，2015年9月7日於韓國正式出道。

## 生涯

### 出道前
中學二年級時進入樂隊部，開始學習打鼓。Peniel藝術高中畢業後，升入釜山藝術大學，主修爵士鼓，夢想是成為爵士鼓老師，在2015年4月大學二年級，從助教處聽說JYP要舉行鼓手選秀，參加甄選後獲合格，成爲練習生3個月後於同年9月出道，成爲DAY6的鼓手和忙內。

### 出道後
2015年9月7日發行首張迷你專輯《The Day》正式出道。
2018年3月14日，隨樂隊發行首張日文EP《If ～また逢えたら～》，在日本正式出道，該歌曲同時被選為日本電視劇《Repeat～改變命運的10個月～》的主題曲。
2019年8月12日，開設個人YouTube頻道《도운》，不定時更新影片。
2020年8月31日，以小分隊DAY6 (Even of Day)發行首張迷你專輯《The Book of Us: Gluon - Nothing can tear us apart》出道，並擔任首位隊長。
2021年9月27日，以數位單曲《忽然（문득）》solo出道，參與作曲、作詞，以及擔任主唱。
2021年12月28日，度云進行VLIVE直播時宣布將於2022年1月17日入伍，進入軍樂隊服兵役。
2023年7月16日正式退伍。

## 音樂作品
所屬團體之共同作品，請參閱DAY6#音樂作品。
韓國音樂著作權協會(KOMCA)登記編號：10010557。

### 數位單曲
| 發行日        | 歌曲名稱                               | 創作部分         |
| ------------- | -------------------------------------- | ---------------- |
| 2021年9月27日 | 《忽然（문득）》Duet with. Song Heejin | 主唱、作曲、作詞 |

## 演唱會及巡演

### 其他大型演唱會及活動
| 年份   | 日期             | 演唱會名稱                         | 舉行地點             | 備註 |
| ------ | ---------------- | ---------------------------------- | -------------------- | ---- |
| 2022年 | 6月22日          | 韓國陸軍愛國音樂會                 | 大田藝術中心         |      |
| 2022年 | 8月28日          | 第9屆大田寶文山森林公開音樂會      | 大田寶文山森林表演廳 |      |
| 2022年 | 9月26日          | 不朽的名曲：傳說在歌唱國軍日74週年 | 雞龍台練兵場         |      |
| 2022年 | 10月7日-10月19日 | 2022雞龍世界軍事文化博覽會         | 雞龍台練兵場         |      |
| 2023年 | 3月31日-4月2日   | 2023年鎮海音樂節                   | 昌原市鎮海區         |      |
| 2023年 | 6月14日          | 2023年韓美聯軍愛國音樂會           | 大田藝術中心         |      |

## 活動出席
| 年份   | 活動名稱                 | 舉行地點       | 共同參與成員 | 備註  |
| ------ | ------------------------ | -------------- | ------------ | ----- |
| 2024年 | KBO 樂天巨人VS起亞虎開球 | 釜山社稷棒球場 | 晟鎮         | [ 8 ] |

## 外部連結
- JYPE官網-尹度云個人檔案 （页面存档备份，存于）
- 度的Instagram帳戶
- YouTube上的尹度云頻道